# Errare incerto
Errare incerto (titolo originale: 彷徨 in cinese semplificato,  Pánghuáng in pinyin) è una raccolta di racconti dello scrittore cinese Lu Xun.

## I racconti
- Il sacrificio di capodanno, 祝福,  Zhùfú (1924)

La protagonista è conosciuta nel villaggio di Lu con il nome di ‘vedova di Hsiang Lin’ anche se nel frattempo si è dovuta risposare con la forza e poi è riuscita a liberarsi dal matrimonio. Il racconto tocca i temi dei diritti della donna nella Cina rurale e della pratica matrimoniale in una società retriva e intrisa di tabù sessisti.
- Nella taverna, 在酒楼上, Zài jiǔlóu shàng (1924)

Il protagonista incontra in una taverna un suo conoscente di gioventù, mentre fuori dai vetri la neve ricopre il giardino. Si tratta di una storia sul passaggio dalla tradizione alla modernità.
- Una famiglia felice, 幸福的家庭, Xìngfú de jiātíng  (1924)

L'autore tratteggia con sottile umorismo la vita di una famiglia cinese che ritiene di essere moderna.
- Il sapone, 肥皂, Féizào  (1924)

L'acquisto di un pezzo di sapone di provenienza straniera si insinua nel rapporto fra un uomo e sua moglie.
- La lampada eterna, Cháng míng dēng (1924)

Nel Villaggio della Luce Fortunata c'è chi è convinto che le sfortune del paese, e forse dell'intera Cina, siano dovute alla fiamma che brucia da secoli nel locale tempio.
- Alla berlina, 示众, Shì zhòng (1925)

Racconto molto breve sulla crudele pratica della gogna pubblica.
- Il professore Gāo, 高老夫子, Gāo lǎo fūzǐ (1925)

La rivoluzione del 1911 arriva nel villaggio, portare i capelli “a codino” oppure raccolti significa essere un partigiano del nuovo oppure del vecchio potere.
- Il misantropo, 孤独者,  Gūdú zhě (1925)

Il racconto di una amicizia che inizia e termina con un funerale.
- Rimpianto del passato, Shāng shì (1925)

Una delicata storia d'amore tra due giovani, che finisce in tragedia a causa dello sciovinismo di lui e dei pregiudizi della Cina tradizionalista.
- I fratelli, 弟兄, Dìxiōng (1925)

Un amore fraterno, un uomo malato e il timore che si tratti di una malattia mortale.
- Divorzio, 离婚, Líhūn (1925)

Una pratica di divorzio viene portata davanti a un mediatore giudiziale, ma la donna fatica a accettare i termini della separazione.

## Edizioni
- Lu Hsün, Fuga sulla luna, Garzanti, 1973.

## Trasposizione cinematografica
Dal racconto Il sacrificio di Capodanno nel 1957 è tratto il film omonimo di Sang-Hu, vincitore del «secondo premio al festival di Karlovy Vary». Presentato in Italia nella primavera del 1961 nel'ambito di una rassegna di film cinesi, è recensito da «Alberto Moravia, sull' Espresso del 25 giugno 1961».